# NEN 2745
NEN 2745 is een Nederlandse Norm (NEN) om de NEN 2748 toe te kunnen spitsen op de gezondheidszorg en de daarmee bekomstigde rubricering en definiëring. Om de kosten te controleren binnen een facilitair bedrijf die betrekking hebben op de facilitaire voorzieningen is goede en heldere managementinformatie nodig (kerngetallen). De NEN 2745 zorgt ervoor dat, door de kosten eenduidig onder te verdelen en te registreren, er kostenbeheersing kan plaatsvinden binnen de gezondheidszorg.
Verder helpt deze norm om overeenkomsten te sluiten volgens de opbouw van deze norm. Kortom, een Nederlandse norm voor facilitaire financiële data binnen de gezondheidszorg.
De norm is van toepassing op zowel intramurale als extramurale zorginstellingen.
In NEN 2745 worden de medisch-instrumentele processen tot het facilitair proces gerekend en vallen dus binnen de reikwijdte van deze norm. Medisch facilitaire processen, zoals in laboratoria en apotheken, worden tot het primaire proces gerekend en worden daarom uitgesloten. In NEN 2745 wordt geen aandacht besteed aan kwaliteitsaspecten van activiteiten.

## Verwante onderwerpen
- NEN 2748
- NPR 2744